# 利泽德半岛

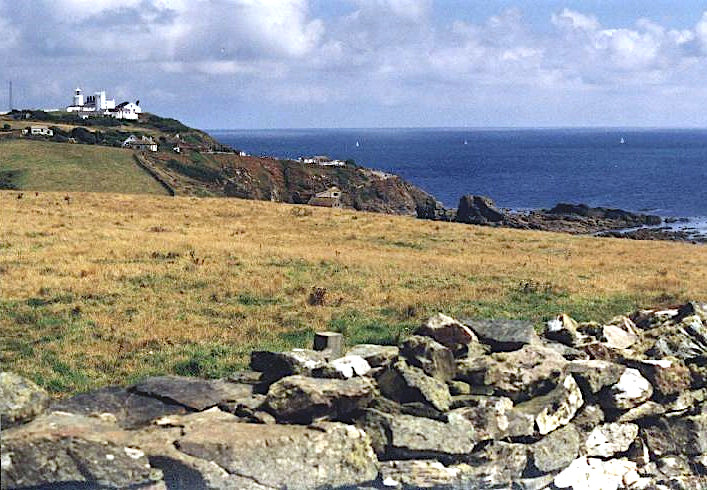
利泽德角

利泽德半岛（英語：Lizard Peninsula 或 The Lizard）位于英国康沃尔郡西南，西临芒茨湾，东临英吉利海峡。最南端利泽德角也是大不列颠岛最南点。沿岸景色壮丽，有高达75米崎岖的悬崖和小海湾。内陆平坦开阔。主要居民点有利泽德（Lizard），馬林恩，圣凯弗恩（St Keverne）等。